# Heinrich Vohs
Johann Heinrich Andreas Vohs (* vermutlich 16. März 1763 in Kleve; † 16. Juli 1804 in Stuttgart) war ein deutscher Schauspieler und Sänger.

## Leben
Vohs gehörte ab 1787 zur Wandertruppe des im Rheinland spielenden Christian Wilhelm Klos und von 1789 bis Februar 1790 zum Bonner Nationaltheater, wo der junge Ludwig van Beethoven im Orchester spielte. Anschließend schloss er sich der Wandertruppe von Peter Matthias Rheinberg an.
Am 30. Mai 1792 debütierte Vohs in Weimar, wo er am 9. Juni mit dem Carl Moor in Friedrich Schillers Drama Die Räuber große Erfolge feierte. Goethe vertraute ihm bald darauf auch die Regie an. Am 29. Juni 1793 heiratete er die 14 Jahre jüngere Schauspielerin Friederike Porth, mit der er fünf Kinder hatte.
Weitere wichtige Rollen waren die des Max Piccolomini in Die Piccolomini (Uraufführung am 30. Januar 1799) und Wallensteins Tod (Uraufführung am 20. April 1799) sowie die Titelrolle in Macbeth in Schillers Bearbeitung (Uraufführung am 14. Mai 1800). In der Uraufführung von Schillers Maria Stuart am 14. Juni 1800 verkörperte er den Mortimer, seine Frau die Titelrolle.
Im September 1802 ging er mit seiner Frau nach Stuttgart und übernahm den Posten des Intendanten am dortigen Hoftheater.